# Episodi di Lucy ed io (quarta stagione)
La quarta stagione della serie televisiva Lucy ed io è stata trasmessa in anteprima negli Stati Uniti d'America dalla CBS tra il 4 ottobre 1954 e il 30 maggio 1955.
| nº | Titolo originale          | Titolo italiano | Prima TV USA     | Prima TV Italia |
| -- | ------------------------- | --------------- | ---------------- | --------------- |
| 1  | The Business Manager      | Inedito         | 4 ottobre 1954   | Inedito         |
| 2  | Mertz and Kurtz           | Inedito         | 11 ottobre 1954  | Inedito         |
| 3  | Lucy Cries Wolf           | Inedito         | 18 ottobre 1954  | Inedito         |
| 4  | The Matchmaker            | Inedito         | 25 ottobre 1954  | Inedito         |
| 5  | Ricky's Movie Offer       | Inedito         | 8 novembre 1954  | Inedito         |
| 6  | Ricky's Screen Test       | Inedito         | 15 novembre 1954 | Inedito         |
| 7  | Lucy's Mother-in-Law      | Inedito         | 22 novembre 1954 | Inedito         |
| 8  | Ethel's Birthday          | Inedito         | 29 novembre 1954 | Inedito         |
| 9  | Ricky's Contract          | Inedito         | 6 dicembre 1954  | Inedito         |
| 10 | Getting Ready             | Inedito         | 13 dicembre 1954 | Inedito         |
| 11 | Lucy Learns to Drive      | Inedito         | 3 gennaio 1955   | Inedito         |
| 12 | California, Here We Come! | Inedito         | 10 gennaio 1955  | Inedito         |
| 13 | First Stop                | Inedito         | 17 gennaio 1955  | Inedito         |
| 14 | Tennessee Bound           | Inedito         | 24 gennaio 1955  | Inedito         |
| 15 | Ethel's Hometown          | Inedito         | 31 gennaio 1955  | Inedito         |
| 16 | Hollywood at Last         | Inedito         | 7 febbraio 1955  | Inedito         |
| 17 | Don Juan and the Starlets | Inedito         | 14 febbraio 1955 | Inedito         |
| 18 | Lucy Gets Into Pictures   | Inedito         | 21 febbraio 1955 | Inedito         |
| 19 | The Fashion Show          | Inedito         | 28 febbraio 1955 | Inedito         |
| 20 | The Hedda Hopper Story    | Inedito         | 14 marzo 1955    | Inedito         |
| 21 | Don Juan Is Shelved       | Inedito         | 21 marzo 1955    | Inedito         |
| 22 | Bullfight Dance           | Inedito         | 28 marzo 1955    | Inedito         |
| 23 | Hollywood Anniversary     | Inedito         | 4 aprile 1955    | Inedito         |
| 24 | Mr. and Mrs. T.V. Show    | Inedito         | 1º novembre 1954 | Inedito         |
| 25 | The Star Upstairs         | Inedito         | 18 aprile 1955   | Inedito         |
| 26 | In Palm Springs           | Inedito         | 25 aprile 1955   | Inedito         |
| 27 | The Dancing Star          | Inedito         | 2 maggio 1955    | Inedito         |
| 28 | Lucy and Harpo Marx       | Inedito         | 9 maggio 1955    | Inedito         |
| 29 | Ricky Needs an Agent      | Inedito         | 16 maggio 1955   | Inedito         |
| 30 | The Tour                  | Inedito         | 30 maggio 1955   | Inedito         |